# 永野厚郎
永野 厚郎（ながの あつお、1956年4月8日 - ）は、日本の元裁判官。最高裁判所民事局長兼行政局長、司法研修所所長を経て、名古屋高等裁判所長官。退官後、弁護士を経て、現在、公害等調整委員会委員長。

## 人物・経歴
京都府出身。東大寺学園高等学校を経て1981年京都大学法学部卒業。司法修習生35期。父親は、京都大学名誉教授の永野芳郎。
- 1981年4月 司法修習生（35期）
- 1983年4月12日 大阪地方裁判所判事補
- 1986年7月15日 東京地方裁判所判事補（在外研究　米国ミシガン州）
- 1988年6月20日 大蔵省国際金融局開発政策課課長補佐
- 1989年7月4日 大蔵省国際金融局開発金融課課長補佐
- 1990年7月2日 福岡地方裁判所判事補
- 1993年
  - 4月1日 東京地方裁判所判事補
  - 4月12日 東京地方裁判所判事
- 1994年4月1日 最高裁判所事務総局総務局制度調査室長
- 1996年9月1日 最高裁判所事務総局総務局第二課長
- 1999年4月1日 最高裁判所事務総局総務局第一課長
- 2001年8月1日 東京地方裁判所判事
- 2005年4月1日 東京地方裁判所部総括判事
- 2007年4月1日 司法研修所第一部教官
- 2010年7月7日 最高裁判所事務総局民事局長兼行政局長
- 2014年7月18日 前橋地方裁判所所長
- 2015年7月11日 東京高等裁判所部総括判事
- 2018年1月29日 司法研修所所長
- 2020年5月8日 名古屋高等裁判所長官[4]
- 2021年
  - 4月7日 定年退官
  - 6月15日 長島・大野・常松法律事務所 顧問[2]
- 2022年7月1日 公害等調整委員会委員長[5]

## 委員歴
- 1999 - 2004　最高裁判所民事規則制定諮問委員会幹事
- 2010 - 2014　最高裁判所民事規則制定諮問委員会委員
- 2001 - 2004　法制審議会（倒産法部会）幹事
- 2010 - 2014　法制審議会（債権法部会）委員
- 2010 - 2014　産業構造審議会委員
- 2021 - 2022　最高裁判所医事関係訴訟委員会委員

## 主な判決
東京高裁部総括判事として
- 建築アスベスト訴訟

2017年10月27日 建設現場でアスベストを吸い込んで健康被害を受けたとして、元建設労働者とその遺族が国と建材メーカー43社に損害賠償を求めた集団訴訟の控訴審において、原告敗訴の一審判決を変更し、国とメーカー4社に対し総額約3億7千万円を支払うよう言い渡した。全国14件の同種訴訟で初の高裁判決となった。
- その他

重慶爆撃損害賠償控訴事件（平成29年12月14日判決、訟務月報64巻11号1583頁）、塩化ビニール管等カルテル事件（平成29年6月30日判決、判例タイムズ1448号76頁 公正取引委員会ウェブサイト）、新潟タクシーカルテル事件（平成28年9月9月2日判決，公正取引委員会ウェブサイト）など
東京地裁裁判長として
- 薬害C型肝炎訴訟

止血に用いられた血液凝固製剤であるフィブリノゲン製剤や第Ⅸ因子製剤が原因でC型肝炎に罹患したと主張する患者らが、国及び製薬会社3社を相手取り、平成14年から16年にかけて、全国5地裁（大阪，福岡，東京，仙台，名古屋）に提訴した集団訴訟のうち、東京地裁に提訴された訴訟につき、平成19年3月、国と製薬会社の責任を一部認める判決（東京地裁平成19年3月23日判例時報1975号1頁）をした。これらの判決も契機となり、平成20年1月にいわゆるC型肝炎救済特別措置法が制定された。
- 破綻金融機関の役員責任追及訴訟

バブル期の過剰な融資等が原因となって破綻した日本長期信用銀行の旧経営陣に対して、整理回収機構が経営責任の追及を行った一連の事件について、8部（商事部）の裁判長として，審理・判決した。大規模リゾート施設初島プロジェクトに対する追加融資の当否が問題となった長銀初島事件（東京地裁平成14年4月25日、判例タイムズ1098号84頁）、高橋治則が社長のイ・アイ・イ・インターナショナルの資金繰りのためのつなぎ融資の当否が問題となった長銀イ・アイ・イ事件（東京地裁平成14年7月18日、判例タイムズ1105号194頁）、長銀系列のノンバンクであった日本リース等に支援の当否が問題となった長銀ノンバンク事件などがそれである。また、同種の担当事件としては、国民銀行事件がある（東京地裁平成14年10月31日、判例タイムズ1115号211頁）。
- その他

LPガス販売差別対価差止請求事件（トータル・トーカイ事件）（平成16年3月31日判決、判例時報1855号88頁）、ＬＰガス販売差別対価差止請求事件（日ガス事件）（平成16年3月31日判決、判例時報1855号78頁）、日本テクノ独占禁止法差止請求事件（平成16年3月18日判決、判例時報1855号145頁）、三菱商事株主代表訴訟（平成16年5月20日判決、判例時報1871号125頁）、ジャパン石油株主代表訴訟（平成16年5月13日判決、判例時報1861号126頁）、八葉物流事件（平成18年5月23日判決、判例時報1937号102頁，判例タイムズ1230号216頁）など

## 論考
- 米国において大規模訴訟を数多く担当した著名な裁判官であるジャック・ワインスタイン裁判官との対談である「対談 米国におけるクラスアクション及び集団訴訟の現状と課題. ―大量被害不法行為訴訟を中心として― 」（司法研修所論集 2010（第120号））
- 柳家三三師匠との対談である「対談 江戸の知恵の結晶：落語と調停のこれまでとこれから」（司法の窓 平成24年5月）